# Пушкино (банк)
Пушкино (ОАО "Акционерный банк «Пушкино») — российский коммерческий банк, прекративший деятельность 30 сентября 2013 года в связи с отзывом лицензии Центральным банком РФ.
Основан в 1990 году в городе Пушкино Московской области на паевой основе. В 1995 году акционирован. В 2005 году банк стал участником системы страхования вкладов (оспорил запрет ЦБ на работу с частными вкладами). В апреле 2013 года адвокат Александр Добровинский стал владельцем 19,11 % акций «Пушкино». Кроме него акционерами являлись Борис Гудко, Александр Князев, Татьяна Галичкина — им, как и Добровинскому, принадлежало примерно по 19,11 % акций. В июле 2012 года 10,31 % акций банка у Алексея Алякина приобрёл бизнесмен Павел Фукс. Другими миноритариями были экс-совладелец банка «АБ Финанс» (был присоединен к банку «Пушкино» в 2011 году) Алексей Ращупкин — 13,92 %, Олег Голиков (экс-совладелец «АБ Финанса») — 4,90 %, предправления «Пушкино» Кирилл Никулин — 2,97 %, Павел Чернявский — 1,26 %. Всего у «Пушкино» было около 2 тыс. акционеров.
Затраты государства в связи с отзывом банковской лицензии у «Пушкино» оцениваются в 20 млрд рублей. Один из череды совладельцев банка Алексей Алякин заочно арестован по обвинению в мошенничестве и объявлен в розыск.